# 마쓰다이라 다다키요

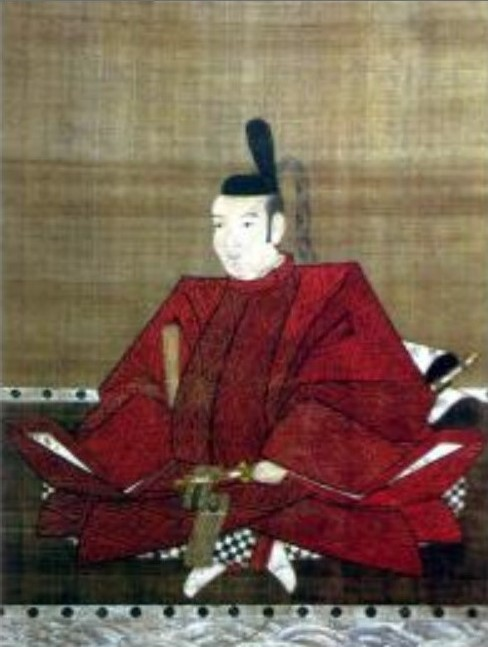
마쓰다이라 다다키요

마쓰다이라 다다키요(일본어: 松平忠清, 1585년 ~ 1612년 5월 20일)는 아즈치모모야마 시대에서 에도 시대 전기에 걸쳐 도쿠가와씨(徳川氏)의 가신으로 활약한 무장으로, 미카와 요시다 번 제2대 번주이다. 18 마쓰다이라의 하나인 다케노야 마쓰다이라 가 6대 당주 이에키요의 아들이며, 어머니는 히사마쓰 도시카쓰(久松俊勝)의 딸로, 도쿠가와 이에야스와는 아버지가 다른 남매 간인 덴케이인(天桂院)이다. 정실은 가메이 고레노리의 딸이다. 아명은 만노스케(万之助)로, 통칭 요지로(與次郎)라 불렸다. 관위는 종5위하 겐바노카미(玄蕃頭), 민부타이후(民部大輔).
1610년(게이쵸 15년), 아버지의 급사에 의해 가독을 이었다. 다음해인 1611년(게이쵸 16년) 음력 4월, 참내를 마친 이에야스가 슨푸로의 귀로 도중에 해로를 선택하여, 같은 달 23일에 비슈 아쓰타(熱田)에서 출항했지만, 강풍으로 배가 나아갈 수 없었기 때문에 외해로는 나오지 않았다. 같은 달 25일에는 미카와 만(三河湾)의 무로(牟呂, 현재의 도요하시시 무로)의 해안에 표착하여, 그대로 가까운 요시다 성에 들렀다. 덕분에 화급히 응대를 위해 준비했다고 한다. 1612년(게이쵸 17년) 음력 정월 13일, 이에야스는 다시 미카와에 들어왔다. 이번에는 슨푸에서 출발하여 하즈 군(幡豆郡) 기라(吉良)에서의 매사냥을 위해 요시다에 숙박했다고 한다. 이 때, 다다키요에게는 숙박료라고 할 수 있는 은 100매를 하사했다. 매사냥이 끝나고 귀로하던 음력 2월 3일에도 숙박을 위해 들렀다.
그런데 이로부터 불과 2개월 여가 지난 음력 4월 20일에, 다다키요는 갑자기 병을 앓게 되고, 그대로 죽었다. 미카와 요시다 번은 후계자가 없어 가이에키(改易) 되었다.
다만 다케노야 마쓰다이라 가의 지금까지의 공적과, 다다키요의 어머니 덴케이인이 이에야스와는 같은 어머니에게서 태어난 누이라는 것도 있었기 때문에, 막부는 다다키요의 배다른 동생 마쓰다이라 기요마사에게 미카와 국 호이 군 니시노 군(西ノ郡)에 5천 석을 주어, 고타이요리아이(交代寄合)로서 존속할 수 있게 했다.
| 전임 마쓰다이라 이에키요 | 제7대 다케노야 마쓰다이라 가 당주 1610년 ~ 1612년 | 후임 마쓰다이라 기요마사 |

| 전임 마쓰다이라 이에키요 | 제2대 미카와 요시다 번 번주 (다케노야 마쓰다이라 가) 1610년 ~ 1612년 | 후임 마쓰다이라 다다토시 |